# Kunsten er lang - filmen er kort
Kunsten er lang - filmen er kort er en dokumentarfilm instrueret af Steen Møller Rasmussen efter manuskript af Steen Møller Rasmussen.

## Handling
Nogle nysgerrige børn, koncentrerede og iagttagende børn er på kunstmuseum. De fortæller frit og frejdigt om de oplevede kunstværker: Titanernes fald (Cornelisz van Haarlem, cirka 1588), Den syge pige (Ejnar Nielsen, 1896), Slæden (Joseph Beuys, 1969), Æterlegeme (Claus Carstensen, 1986), Andeby (Erik Steffensen, 1993), Sarpfossen (Erik Paulsen, 1788), Uden titel (Dan Flavin, 1973), Uvildig (Lone Høyer Hansen, 1990), Den store tommelfinger (César, 1968) og Lille Janey-Waney (Alexander Calder, 1976).